# Adamantios Arampatzis
Adamantios Arampatzis ist ein deutscher Sportwissenschaftler und Hochschullehrer.

## Leben
Arampatzis promovierte 1995 an der Deutschen Sporthochschule Köln in Bewegungswissenschaft und Sportmedizin zum Thema „Mathematische Modellierung zur Überprüfung und Identifikation von Bewegungslösungen im Kunstturnen“. 2002 schloss er seine Habilitation in Biomechanik ab.
An der Humboldt-Universität zu Berlin trat er eine Professorenstelle für Bewegungswissenschaft an und übernahm die Leitung der Abteilung für Trainings- und Bewegungswissenschaften.
Zu seinen Forschungsschwerpunkten zählen das Zusammenwirken des zentralen Nervensystems mit dem peripheren System und diesbezüglich Veränderungen im Verlauf des Lebens sowie die Anpassung an wechselnde Bedingungen. Er ist einer der Verfasser der „Berliner Methode“, in der Empfehlungen für ein Sehnentraining zur Leistungssteigerung, Prävention und Therapie gegeben werden.